# Ян Дилей
Ян Дилей (на немски: Jan Delay), чието истинско име е Ян Филип Айсфелт (Jan Phillip Eißfeldt) е германски певец, роден на в Хамбург 25 август 1976 г.
Освен със соло изяви той е известен и като член на хип-хоп групата „Бегинер“ (заедно с Деньо и DJ Mad) и на дъб формацията La Boom (заедно с Тропф). Освен като Ян Дилей (главно в соловата си кариера), на музикалната сцена той се изявява и под псевдонимите Айзи Айз, Айсфелт (и двата в Бегинер), Боба Ффет и др. Отличителен белег е неговото леко монотонно, носово пеене. Текстовете му често са комични, но също така и с обществена критика.

## Музикална кариера
Дебютният солов албум на Ян Дилей се нарича Searching For The Jan Soul Rebels. В него Ян Дилей смесва реге и дъб ритмите с хип-хоп елементи. Това се харесва както на критиката, така и на слушателите. Вторият му албум – Mercedes Dance – има джаз и фънк звучене. Този албум дебютира на първо място в немската класация Топ 100 и прекарва на тази позиция една седмица.
През 1997 г. Ян Дилей и негови колеги от хамбургската хип-хоп сцена основават лейбъла Аймсбуш, чиято цел е да осигури поле за изява на млади таланти. През 2003 г. обаче лейбълът банкрутира.
Всичките псевдоними (повечето са игра на думи с имената на известни личности) и имена, с които Ян Филип Айсфелт се подвизава са: Ян Айсфелт, Ян Дилей, Ян Мофо Дилей, Айзи Айз, Айсфелт, Айсфелт 65 (игра на думи с групата Айфел 65), Боба Ффет (Боба Фет от Междузвездни войни), Сплиф Ричард (Клиф Ричард, певец), Алфред Хицкопф (Алфред Хичкок, режисьор), Марио Басслер (Марио Баслер, футболист), Флашданс (Флашданс, филм), Къртис Айсфийлд (Къртис Мейфийлд, певец), Нийл Ян (Нийл Йънг, певец), Ханс Вернер Воц, Дилей Лама (Далай Лама), Йенс Щекфелт, Фънк Цандер (Франк Цандер, певец), Хау Аб Капендоуз (Хауард Карпендейл, певец), Sir Dance-a-Lot (Sir Mix-a-Lot, рапър), Бернд Шайтерхауфен, Изи Айсфелт.

## Дискография
Албуми
- 2001 – Searching for the Jan Soul Rebels
- 2006 – Mercedes Dance
- 2007 – Searching - the Dubs
- 2007 – Mercedes Dance - Live

Сингли
- 1999 – Irgendwie, irgendwo, irgendwann
- 2001 – Ich möchte nicht, dass ihr meine Lieder singt
- 2001 – Vergiftet
- 2006 – Klar
- 2006 – Für immer und dich
- 2007 – Feuer
- 2007 – Im Arsch
- 2007 – Türlich, Türlich (Of course, of course) / Word up